# Gergely József (operaénekes)
Gergely József (Kolozsvár, 1857. augusztus 26. – Szabadka, 1897. november 24.) operaénekes (tenor), színész.

## Életútja
Gergely János kolozsvári kerékgyártó mester és Borbély Rozália háztartásbeli asszony fiaként született, 1857. szeptember 6-án keresztelték. Egy ideig Veszprémi Jenő színtársulatánál működött; 1881. szeptember 1-én fellépett Kolozsvárott »A csikós« Andris szerepében. 1884. április 1-én a Népszínház kötelékébe lépett, majd öt év után újra Kolozsvárra ment, azután a budapesti Városligeti Színkörben működött. 1897-ben Pesti Ihász Lajos szabadkai társulatának egyik jeles tagja volt; itt ez év november 24-én önkezével vetett véget életének, a lövés okozta agyroncsolásba halt bele.

## Fontosabb szerepei
- Benodzo (Millöcker: Gasparone)
- Andris (Szigligeti E.: Csikós)
- Gábor diák, Barinkay (ifj. J. Strauss: A cigánybáró)

## Működési adatai
1884–88: Népszínház; 1889–90: Kolozsvár; 1890–91: Győr, Sopron; 1891–93: Arad, Városliget; 1893: Székesfehérvár; 1894–95: Pancsova, Lugos; 1895: Szabadka; 1896: Temesvár, Buda, Szabadka; 1897: Szabadka.